# Telolepidasthenia lobetobiensis
Telolepidasthenia lobetobiensis är en ringmaskart som beskrevs av Augener och Pettibone in Pettibone 1970. Telolepidasthenia lobetobiensis ingår i släktet Telolepidasthenia och familjen Polynoidae. Inga underarter finns listade i Catalogue of Life.